# Cyclocephala megalophylla
Cyclocephala megalophylla är en skalbaggsart som beskrevs av S. Endrödi 1966. Cyclocephala megalophylla ingår i släktet Cyclocephala och familjen Dynastidae. Inga underarter finns listade i Catalogue of Life.